# Natação nos Jogos Europeus de 2015 - 100 m livre feminino
A competição dos 100 metros livre feminino foi um dos eventos da natação nos Jogos Europeus de 2015, em Baku, no Azerbaijão. Foi disputada no Centro Aquático de Baku nos dias 23 e 24 de junho.

## Calendário
Horário de verão do Azerbaijão (UTC+5).
| Data        | Horário | Fase         |
| ----------- | ------- | ------------ |
| 23 de junho | 09:51   | Eliminatória |
| 23 de junho | 18:29   | Semifinal    |
| 24 de junho | 18:22   | Final        |

## Medalhistas
| Ouro   | NED Marrit Steenbergen |
| Prata  | RUS Arina Openysheva   |
| Bronze | RUS Maria Kameneva     |

## Recordes
Antes desta competição, os recordes mundiais e dos jogos europeus dessa prova eram os seguintes:
| Tipo                       | Atleta             | Tempo | Local | Data                |
| -------------------------- | ------------------ | ----- | ----- | ------------------- |
|                            | GER Britta Steffen | 52s07 | Roma  | 31 de julho de 2009 |
| Recorde dos Jogos Europeus | Não estabelecido   | –     |       |                     |

Os seguintes recordes mundiais ou dos jogos europeus foram estabelecidos durante esta competição:
| Data        | Evento            | Nome               | Nacionalidade | Tempo | Notas                      |
| ----------- | ----------------- | ------------------ | ------------- | ----- | -------------------------- |
| 24 de junho | Semifinal e Final | Marrit Steenbergen | Países Baixos | 53.97 | Recorde dos Jogos Europeus |

## Resultados

### Eliminatórias
A eliminatória foi realizada no dia 23 de junho. 
| Pos. | Bateria | Raia | Nadadora                     | Nacionalidade            | Tempo   | Notas |
| ---- | ------- | ---- | ---------------------------- | ------------------------ | ------- | ----- |
| 1    | 6       | 4    | Marrit Steenbergen           | NED Países Baixos        | 55.18   | Q,    |
| 1    | 7       | 4    | Arina Openysheva             | RUS Rússia               | 55.18   | Q, =  |
| 3    | 5       | 4    | Maria Kameneva               | RUS Rússia               | 55.94   | Q     |
| 4    | 7       | 5    | Katrin Gottwald              | GER Alemanha             | 56.44   | Q     |
| 5    | 6       | 5    | Julie Kepp Jensen            | DEN Dinamarca            | 56.51   | Q     |
| 6    | 6       | 6    | Darcy Deakin                 | GBR Grã-Bretanha         | 56.59   | Q     |
| 7    | 6       | 8    | Barbora Seemanová            | CZE Chéquia              | 56.94   | Q     |
| 8    | 6       | 3    | Georgia Coates               | GBR Grã-Bretanha         | 56.96   | Q     |
| 9    | 7       | 3    | Leonie Kullmann              | GER Alemanha             | 57.00   | Q     |
| 10   | 5       | 1    | Marte Løvberg                | NOR Noruega              | 57.06   | Q     |
| 11   | 7       | 7    | Hannah Featherstone          | GBR Grã-Bretanha         | 57.11   |       |
| 12   | 6       | 7    | Madeleine Crompton           | GBR Grã-Bretanha         | 57.29   |       |
| 13   | 7       | 8    | Carmen San Nicolás           | ESP Espanha              | 57.32   | Q     |
| 14   | 6       | 2    | Frederique Janssen           | NED Países Baixos        | 57.34   | Q     |
| 15   | 5       | 6    | Marta Cano                   | ESP Espanha              | 57.35   | Q     |
| 16   | 5       | 7    | Hana van Loock               | GER Alemanha             | 57.40   |       |
| 17   | 5       | 2    | Lotte Goris                  | BEL Bélgica              | 57.58   | Q     |
| 18   | 7       | 6    | Roosa Mört                   | FIN Finlândia            | 57.63   | Q     |
| 19   | 5       | 5    | Vasilissa Buinaia            | RUS Rússia               | 57.74   |       |
| 20   | 6       | 1    | Lia Neubert                  | GER Alemanha             | 57.97   |       |
| 21   | 4       | 8    | Diana Jaruševičiūtė          | LTU Lituânia             | 57.99   | Q     |
| 21   | 5       | 3    | Olesia Cherniatina           | RUS Rússia               | 57.99   |       |
| 23   | 7       | 9    | Emily Gantriis               | DEN Dinamarca            | 58.03   |       |
| 24   | 4       | 7    | Matea Sumajstorčić           | CRO Croácia              | 58.15   |       |
| 25   | 4       | 3    | Zeynep Odabaşı               | TUR Turquia              | 58.52   |       |
| 26   | 5       | 9    | Neža Klančar                 | SLO Eslovênia            | 58.53   |       |
| 27   | 4       | 1    | Kertu Ly Alnek               | EST Estônia              | 58.61   |       |
| 28   | 6       | 0    | Cornelia Rott                | AUT Áustria              | 58.64   |       |
| 28   | 7       | 2    | Reetta Kanervo               | FIN Finlândia            | 58.64   |       |
| 30   | 4       | 4    | Rachel Bethel                | IRL Irlanda              | 58.72   |       |
| 31   | 3       | 0    | Sezin Eligül                 | TUR Turquia              | 58.74   |       |
| 32   | 4       | 9    | Magdalena Roman              | POL Polônia              | 58.75   |       |
| 32   | 5       | 8    | Ada Niewiadomska             | POL Polônia              | 58.75   |       |
| 34   | 5       | 0    | Lucia Šimovičová             | SVK Eslováquia           | 58.82   |       |
| 35   | 6       | 9    | Camilla Tinelli              | ITA Itália               | 58.84   |       |
| 36   | 2       | 6    | Jovana Terzić                | MNE Montenegro           | 58.87   |       |
| 37   | 4       | 6    | Josephine Holm               | DEN Dinamarca            | 58.93   |       |
| 38   | 7       | 1    | Eveliina Kallio              | FIN Finlândia            | 59.02   |       |
| 39   | 3       | 4    | Zoe Preisig                  | SUI Suíça                | 59.04   |       |
| 40   | 2       | 3    | Iseult Hayes                 | IRL Irlanda              | 59.14   |       |
| 40   | 3       | 6    | Diana Petkova                | BUL Bulgária             | 59.14   |       |
| 42   | 3       | 8    | Ana Rita Faria               | POR Portugal             | 59.18   |       |
| 42   | 4       | 5    | Lena Opatril                 | AUT Áustria              | 59.18   |       |
| 44   | 7       | 0    | Signe Bro                    | DEN Dinamarca            | 59.20   |       |
| 45   | 3       | 9    | Bryndís Bolladóttir          | ISL Islândia             | 59.29   |       |
| 46   | 4       | 0    | Julia Bruneau                | FIN Finlândia            | 59.41   |       |
| 47   | 4       | 2    | Neža Kocijan                 | SLO Eslovênia            | 59.61   |       |
| 48   | 3       | 3    | Katarzyna Rogowska           | POL Polônia              | 59.73   |       |
| 49   | 2       | 5    | Zsófia Leitner               | HUN Hungria              | 59.80   |       |
| 49   | 3       | 1    | Sunneva Friðriksdóttir       | ISL Islândia             | 59.80   |       |
| 51   | 2       | 7    | Zuzana Pavlikovská           | SVK Eslováquia           | 59.82   |       |
| 52   | 2       | 4    | Julia Klonowska              | POL Polônia              | 59.84   |       |
| 53   | 3       | 7    | Greta Pleikytė               | LTU Lituânia             | 59.99   |       |
| 54   | 2       | 8    | Beatrice Felici              | SMR San Marino           | 1:00.06 |       |
| 55   | 1       | 6    | Lamija Medošević             | BIH Bósnia e Herzegovina | 1:00.19 |       |
| 56   | 3       | 5    | Hanna Eriksson               | SWE Suécia               | 1:00.21 |       |
| 57   | 2       | 9    | Almina Simla Ertan           | TUR Turquia              | 1:00.39 |       |
| 58   | 2       | 1    | Mona McSharry                | IRL Irlanda              | 1:00.51 |       |
| 59   | 2       | 0    | Kalia Antoniou               | CYP Chipre               | 1:00.57 |       |
| 60   | 3       | 2    | Safiya Akhapkina             | BLR Bielorrússia         | 1:00.97 |       |
| 61   | 1       | 4    | Ana Cosmina                  | MDA Moldávia             | 1:01.34 |       |
| 62   | 1       | 3    | Lív Erlingsdóttir Eidesgaard | FRO Ilhas Faroé          | 1:02.33 |       |
| 63   | 2       | 2    | Anna Manchenkova             | AZE Azerbaijão           | 1:03.15 |       |
| 64   | 1       | 5    | Ana-Maria Damjanovska        | MKD Macedônia do Norte   | 1:03.54 |       |

### Semifinal
A semifinal foi realizada no dia 23 de junho.

#### Semifinal 1
| Pos. | Raia | Nadadora            | Nacionalidade     | Tempo | Notas |
| ---- | ---- | ------------------- | ----------------- | ----- | ----- |
| 1    | 4    | Arina Openysheva    | RUS Rússia        | 55.26 | Q     |
| 2    | 1    | Lotte Goris         | BEL Bélgica       | 56.38 | Q     |
| 3    | 3    | Darcy Deakin        | GBR Grã-Bretanha  | 56.61 | q     |
| 4    | 5    | Katrin Gottwald     | GER Alemanha      | 57.00 |       |
| 5    | 7    | Frederique Janssen  | NED Países Baixos | 57.06 |       |
| 6    | 6    | Georgia Coates      | GBR Grã-Bretanha  | 57.35 |       |
| 7    | 2    | Marte Løvberg       | NOR Noruega       | 57.86 |       |
| 8    | 8    | Diana Jaruševičiūtė | LTU Lituânia      | 57.94 |       |

#### Semifinal 2
| Pos. | Raia | Nadadora           | Nacionalidade     | Tempo | Notas |
| ---- | ---- | ------------------ | ----------------- | ----- | ----- |
| 1    | 4    | Marrit Steenbergen | NED Países Baixos | 53.97 | Q,    |
| 2    | 5    | Maria Kameneva     | RUS Rússia        | 55.37 | Q     |
| 3    | 6    | Barbora Seemanová  | CZE Chéquia       | 56.47 | q     |
| 4    | 2    | Leonie Kullmann    | GER Alemanha      | 56.47 | q     |
| 5    | 7    | Carmen San Nicolás | ESP Espanha       | 56.89 | q     |
| 6    | 3    | Julie Kepp Jensen  | DEN Dinamarca     | 56.90 |       |
| 7    | 1    | Marta Cano         | ESP Espanha       | 57.36 |       |
| 8    | 8    | Roosa Mört         | FIN Finlândia     | 57.53 |       |

### Final
A final foi realizada no dia 24 de junho.
| Pos.              | Raia | Nadadora           | Nacionalidade     | Tempo | Notas |
| ----------------- | ---- | ------------------ | ----------------- | ----- | ----- |
| Medalha de ouro   | 4    | Marrit Steenbergen | NED Países Baixos | 53.97 | =     |
| Medalha de prata  | 5    | Arina Openysheva   | RUS Rússia        | 54.45 |       |
| Medalha de bronze | 3    | Maria Kameneva     | RUS Rússia        | 55.19 |       |
| 4                 | 2    | Barbora Seemanová  | CZE Chéquia       | 56.85 |       |
| 5                 | 1    | Darcy Deakin       | GBR Grã-Bretanha  | 56.94 |       |
| 6                 | 6    | Lotte Goris        | BEL Bélgica       | 57.12 |       |
| 7                 | 8    | Carmen San Nicolás | ESP Espanha       | 57.57 |       |
| 8                 | 7    | Leonie Kullmann    | GER Alemanha      | 57.64 |       |

Legenda
| Recorde mundial            | Recorde mundial (World record)                     |                       | Recorde africano                      | Recorde africano (African) |                                           | Q | Classificado por posição (Qualified) |
| Recorde dos Jogos Europeus | Recorde dos Jogos Europeus (European Games record) | Recorde da América    | Recorde da América (Americas)         | q                          | Classificado por melhor tempo (Qualified) |   |                                      |
| Melhor marca do ano        | Melhor marca do ano (World leading)                | Recorde asiático      | Recorde asiático (Asian)              | DNS                        | Não largou (Did not start)                |   |                                      |
| Recorde nacional           | Recorde nacional (National record)                 | Recorde europeu       | Recorde europeu (European)            | DNF                        | Não terminou (Did not finish)             |   |                                      |
| Recorde pessoal            | Recorde pessoal do atleta (Personal best)          | Recorde da Oceania    | Recorde da Oceania (Oceania)          | DSQ / DQ                   | Desclassificado (Disqualified)            |   |                                      |
| Recorde da temporada       | Recorde da temporada do atleta (Season best)       | Recorde sul-americano | Recorde sul-americano (South America) | NM                         | Sem marca (No mark)                       |   |                                      |